# Vixen Media Group
Vixen Media Group, auch bekannt als Vixen, ist eine online Produktionsfirma mit Sitz in Los Angeles, Kalifornien. Die Firma ist spezialisiert auf die Herstellung von pornographischem Material. Gemäß eigenen Angaben werden die sechs Webseiten des Unternehmens monatlich rund 30 Millionen Mal aufgerufen.

## Firma
Die Vixen Media Group wurde 2014 vom französischen Unternehmer Greg Lansky gegründet. Im Januar 2020 verkaufte er seine Anteile.
Vixen Media Group besitzt und betreibt acht Webseiten für Erwachsene: Vixen, Tushy, Blacked, BlackedRaw, TushyRaw, Deeper, Slayed und Milfy.

## Auszeichnungen (Auswahl)
Vixen Media Group gewann für ihre Seiten bereits mehrere Awards in der Pornofilmbranche:
- 2017 AVN Award – Best Boy/Girl Sex Scene[4]
- 2017 AVN Award – Best New Studio[4]
- 2017 AVN Award – Best Anthology Movie[4]
- 2017 AVN Award – Best Director – Non-Feature[4]
- 2017 AVN Award – Best Marketing Campaign – Company Image[4]
- 2017 AVN Award – Best New Imprint[4]
- 2018 AVN Award – Best Ingénue Movie[5]
- 2018 AVN Award – Best Marketing Campaign[5]
- 2018 AVN Award – Best New Series[5]
- 2018 AVN Award – Best Three-Way Sex Scene – Girl/Girl/Boy[5]
- 2020 NightMoves Award – Best Production Company[6]
- 2022: XBIZ Award — Studio of the Year[7]
- 2022: XBIZ Europa Award – Global Studio Brand of the Year[8]